# Усиков, Алексей Михайлович
Алексей Михайлович Усиков (1897 — 1962, Киев) — украинский советский государственный деятель, председатель Госплана УССР, нарком промышленности строительных материалов УССР. Кандидат в члены ЦК КП(б)У, в мае 1940 — январе 1949 г. Депутат Верховного Совета УССР 1-го созыва.

## Биография
Член РКП(б) с 1919 года.
В июле 1938 — 28 мая 1940 г. — председатель Государственной плановой комиссии (Госплан) при Совете Народных Комиссаров Украинской ССР.
28 мая 1940 — 1946 г. — народный комиссар промышленности строительных материалов Украинской ССР.
Затем находился на ответственной работе в отрасли промышленности строительных материалов.
До сентября 1962 года — руководитель лаборатории Научно-исследовательского института строительных материалов и изделий Академии строительства и архитектуры Украинской ССР в Киеве.
Скончался в сентябре 1962 года в городе Киеве.